# Holmes Rolston III
Holmes Rolston III (Rockridge Baths, Virginia, 19 de noviembre de 1932– 12 de febrero de 2025), fue un filósofo de la ciencia, Profesor Distinguido en la Colorado State University y ministro presbiteriano.  fue uno de los principales defensores de la protección de la biodiversidad de la Tierra y la ecología en el reconocimiento de los valores intrínsecos de la creación. 
Sus 35 años de investigación, sus libros publicados en 18 idiomas, y sus conferencias acerca del imperativo religioso para respetar la naturaleza, ayudaron a establecer el campo de la ética del medio ambiente. 
Logró su primer reconocimiento en 1975 por un artículo titulado Is There an Ecological Ethic? ("¿Existe una Ética Ecológica?") que pone en tela de juicio la idea de que la naturaleza está libre de valores y que todos los valores que se derivan de una perspectiva humana. Si bien la ciencia y la religión en general se han unido para mantener a los seres humanos en el centro de atención al evaluar la creación del universo, Rolston tiene un enfoque que va más allá de los seres humanos a fin de incluir el valor fundamental de las plantas, los animales, las especies y los ecosistemas como cuestiones básicas teológicas y científicas. 
Sus libros, Science and Religion - A Critical Survey (Ciencia y Religión - un estudio crítico) (1987) y Environmental Ethics (Ética Ambiental) (1988) volvieron a abrir la cuestión de una teología de la naturaleza rechazando el antropocentrismo ético y filosófico en el análisis de la valoración de la historia natural. Sus conferencias Gifford de 1997-98 se publicaron como Genes, Genesis and God (Genes, Génesis y Dios) en 1999. También es autor de Philosophy Gone Wild y Three Big Bangs: Matter-Energy, Life, Mind.
En 2003 recibió el Premio Templeton por el progreso de la religión.